# Pont-en-Ogoz

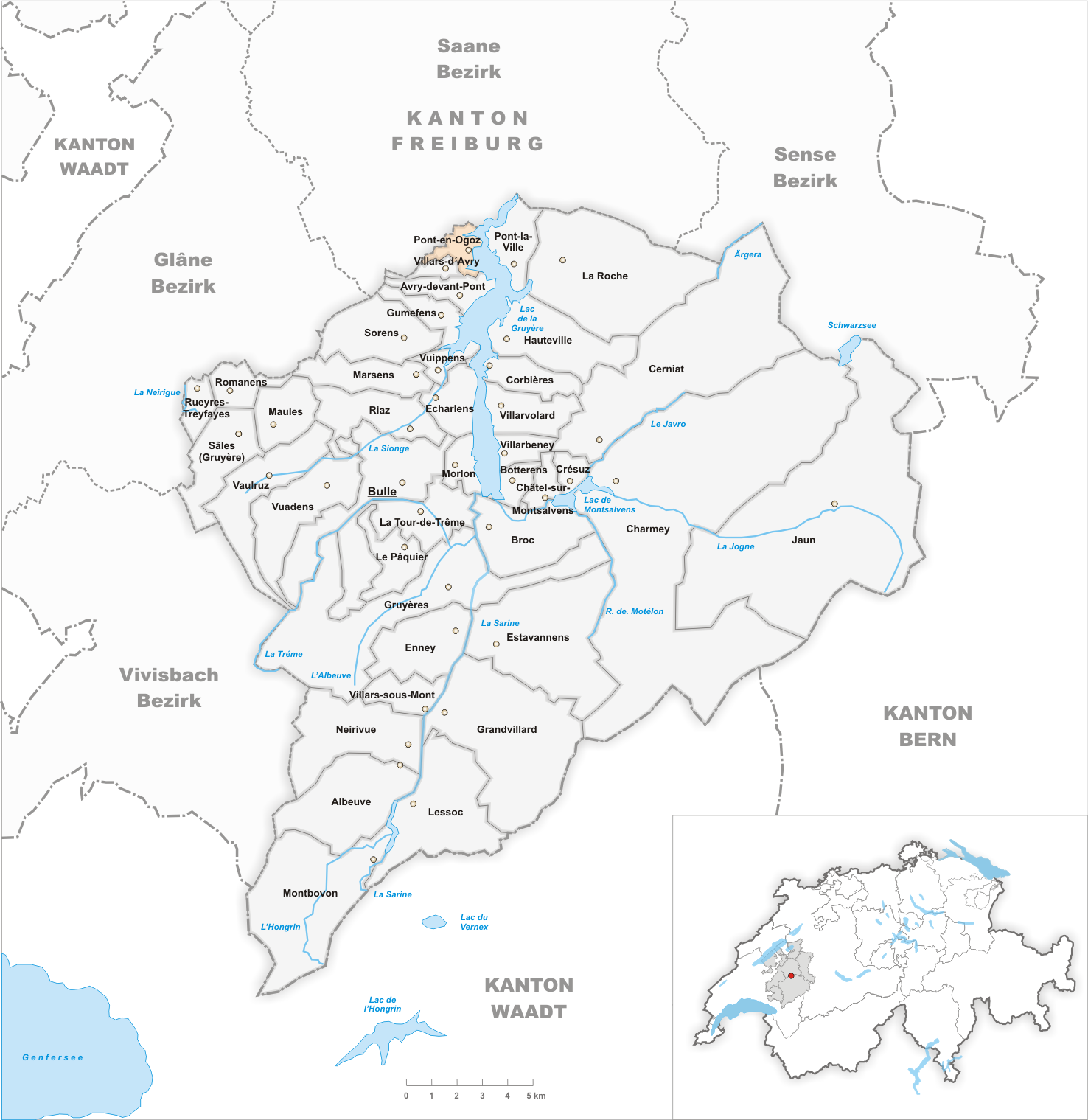
Gemeindestand vor der Fusion am 1. Januar 1970

Pont-en-Ogoz ist eine politische Gemeinde im Greyerzbezirk des Kantons Freiburg in der Schweiz. Sie wurde mit Wirkung auf den 1. Januar 2003 aus den früheren Gemeinden Avry-devant-Pont, Le Bry und Gumefens gebildet. Damit entstand eine neue Gemeinde unter einem alten Namen, denn die aufgehobene alte Gemeinde Pont-en-Ogoz (BFS-Nummer 2146) war im Jahre 1970 mit Villars-d’Avry zur Gemeinde Le Bry fusioniert worden. Sitz der Gemeindeverwaltung ist Avry-devant-Pont.

## Geographie
Pont-en-Ogoz liegt rund 8 km nördlich des Bezirkshauptortes Bulle (Luftlinie). Die Gemeinde erstreckt sich am Ostabhang des Gibloux, im äussersten Norden des Greyerzerlandes über dem Westufer des Greyerzersees.
Die Fläche des 10,2 km² grossen Gemeindegebiets umfasst einen kleinen Abschnitt des Beckens von Bulle im freiburgischen Alpenvorland. Die östliche Grenze bildet der Greyerzersee, wobei die Grenze nicht in der Mitte des Stausees, sondern entlang der im Wasser versunkenen Mäander der Saane (französisch: Sarine) verläuft. So gehört auch die Insel Île d’Ogoz zur Gemeinde, die früher im Osten von der Saane umflossen wurde. Das Ufer ist zudem gegliedert durch eine Reihe kleiner Bäche, die früher in die Saane mündeten. Deren untere Talabschnitte wurden durch den Aufstau des Sees ebenfalls überflutet. Die nördliche Abgrenzung liegt im Bereich des Waldes Bibou, während das Gebiet im Süden zum Mündungsbereich der Bäche Sionge und Gérigno reicht. Vom Seeufer, das besonders im nördlichen Teil relativ steil und dicht bewaldet ist, erstreckt sich der Gemeindeboden westwärts den Hang hinauf, umfasst den Grat von Russille und reicht bis auf den Kamm des Gibloux, auf dem mit 1192 m ü. M. die höchste Erhebung von Pont-en-Ogoz erreicht wird. Von der Gemeindefläche entfielen 1997 12 % auf Siedlungen, 23 % auf Wald und Gehölze und 65 % auf Landwirtschaft.
Pont-en-Ogoz besteht aus den Dörfern Le Bry (737 m ü. M.), Avry-devant-Pont (789 m ü. M.) und Gumefens (726 m ü. M.). Daneben gehören die Weiler Villars-d'Avry (833 m ü. M.) am Osthang des Gibloux, La Cantine (737 m ü. M.) auf der Halbinsel unterhalb von Avry-devant-Pont sowie zahlreiche Hofsiedlungen und Einzelhöfe zur Gemeinde. Nachbargemeinden von Pont-en-Ogoz sind Pont-la-Ville, Hauteville, Marsens, Sorens und Gibloux.

Luftbild (1964)

## Bevölkerung
Die Bevölkerung im Gebiet der heutigen Gemeinde (BFS-Nummer 2122) entwickelte sich wie folgt:
Einwohnerzahlen: Volkszählungsdaten
Mit 2013 Einwohnern (Stand 31. Dezember 2023) gehört Pont-en-Ogoz zu den mittelgrossen Gemeinden des Kantons Freiburg. Von den Bewohnern sind 90,7 % französischsprachig, 6,7 % deutschsprachig, und 0,9 % sprechen Portugiesisch (Stand 2000). Die Bevölkerungszahl von Pont-en-Ogoz belief sich 1900 auf 1219 Einwohner. Im Lauf des 20. Jahrhunderts nahm die Bevölkerungszahl durch starke Abwanderung um 37 % ab und erreichte 1970 mit 766 Einwohnern einen vorübergehenden Tiefststand. Seither wurde wieder eine rasche Bevölkerungszunahme verbunden mit fast einer Verdoppelung der Einwohnerzahl innerhalb von 30 Jahren verzeichnet.
In der 1970 aufgehobenen alten Gemeinde (BFS-Nummer 2146) entwickelte sich die Bevölkerung wie folgt:
Einwohnerzahlen: Volkszählungsdaten

## Wirtschaft
Pont-en-Ogoz war bis Mitte des 20. Jahrhunderts ein vorwiegend durch die Landwirtschaft geprägtes Dorf. Im 19. Jahrhundert stellten vor allem die Strohflechterei und die Herstellung von Strohhüten ein bedeutendes Einkommen für die Bewohner dar. Noch heute haben die Viehzucht und die Milchwirtschaft und in geringerem Mass der Ackerbau eine wichtige Bedeutung in der Erwerbsstruktur der Bevölkerung.
Weitere Arbeitsplätze sind im lokalen Kleingewerbe und im Dienstleistungssektor vorhanden. Im Lauf des 20. Jahrhunderts liessen sich in Pont-en-Ogoz kleinere Betriebe des Bau- und Transportgewerbes, der Elektrobranche, Schreinereien und Tischlereien und die Brennerei Morard SA nieder. Das Ufer des Greyerzersees wird seit den 1990er-Jahren auch dem Tourismus erschlossen. So gibt es an verschiedenen Orten Ferienhäuser, einen Campingplatz und einen Hafen unterhalb von Le Bry. An aussichtsreicher Lage bei Avry-devant-Pont steht die stark frequentierte Autobahnraststätte La Gruyère, zu der auch ein Hotel gehört. In den letzten Jahrzehnten entwickelte sich Pont-en-Ogoz zu einer Wohngemeinde. Viele Erwerbstätige sind Wegpendler, die vor allem in den Regionen Bulle und Freiburg arbeiten.

## Verkehr
Die Gemeinde ist verkehrstechnisch gut erschlossen. Sie liegt an der alten Hauptstrasse von Freiburg nach Bulle. Die beiden nächsten Anschlüsse an die Autobahn A12, die seit 1981 von Bern bis Vevey durchgehend geöffnet ist und das Gemeindegebiet durchquert, befinden sich jeweils rund 6 km von der Gemeinde entfernt. Durch die Buslinie der Transports publics fribourgeois, die von Freiburg via Rossens nach Bulle führt, ist Pont-en-Ogoz mit seinen verschiedenen Dörfern an das Netz des öffentlichen Verkehrs angebunden.

## Geschichte
Das Gemeindegebiet von Pont-en-Ogoz war schon sehr früh besiedelt. Die ältesten Siedlungsspuren fanden sich bei Gumefens, wo zwei Grabstätten aus der Latènezeit mit reichen Beigaben (Waffen und Schmuckstücke) ausgegraben wurden. An zwei verschiedenen Orten wurden auch Überreste aus der Römerzeit entdeckt.
Ursprünglicher Kern der Gemeinde war die Burg Ogoz, die im 12. Jahrhundert auf einer von der Saane umflossenen Höhe (heute die Insel Ogoz) gegründet wurde. Um diese Burg entstand das kleine Städtchen Pont-en-Ogoz, das ungefähr von 1230 bis 1450 Bestand hatte. Der Flecken, der der Adelsfamilie Pont gehörte und zunächst unter dem Einflussbereich von Freiburg stand, kam 1250 unter die Oberhoheit des Hauses Savoyen. Er war Mittelpunkt einer Herrschaft, die auch Avry-devant-Pont, Farvagny, Posat und Orsonnens umfasste. Seit dem Beginn des 15. Jahrhunderts erfuhr die Herrschaft mehrere Besitzerwechsel und wurde 1482 von der Stadt Freiburg vollends aufgekauft. Danach wurde Pont die erste freiburgische Vogtei, zu der das Gebiet am Nordabhang des Gibloux von Orsonnens im Westen bis zum Saanegraben im Osten gehörte. Nach dem Zusammenbruch des Ancien Régime (1798) gehörte Pont-en-Ogoz zunächst zum Bezirk Bulle und ab 1848 zum Bezirk Greyerz.
Der südliche Gemeindeteil mit Gumefens stand vor 1550 unter der Verwaltung der Herrschaft Vuippens, kam danach an die Vogtei Vuippens-Everdes und gehörte von 1798 bis 1848 zum Bezirk Farvagny, bevor es in den Bezirk Greyerz wechselte.
Während der Flecken Pont-en-Ogoz bereits Ende des 15. Jahrhunderts allmählich verlassen und dem Verfall preisgegeben wurde, existierte der Gemeindename Pont-en-Ogoz bis 1970 weiter. Damals fusionierte Pont-en-Ogoz mit der ebenfalls selbständigen Gemeinde Villars-d'Avry zur neuen Gemeinde Le Bry, benannt nach dem grössten Weiler auf dem Gebiet.
Im Jahr 2002 votierten die Stimmberechtigten der Gemeinden Avry-devant-Pont und Le Bry mit grosser Mehrheit, jene von Gumefens nur mit knappem Mehr von 52 % für die Fusion ihrer Gemeinden. Mit Wirkung auf den 1. Januar 2003 entstand die neue Gemeinde Pont-en-Ogoz, deren Gemeindeverwaltung in Avry-devant-Pont liegt.

## Bilder

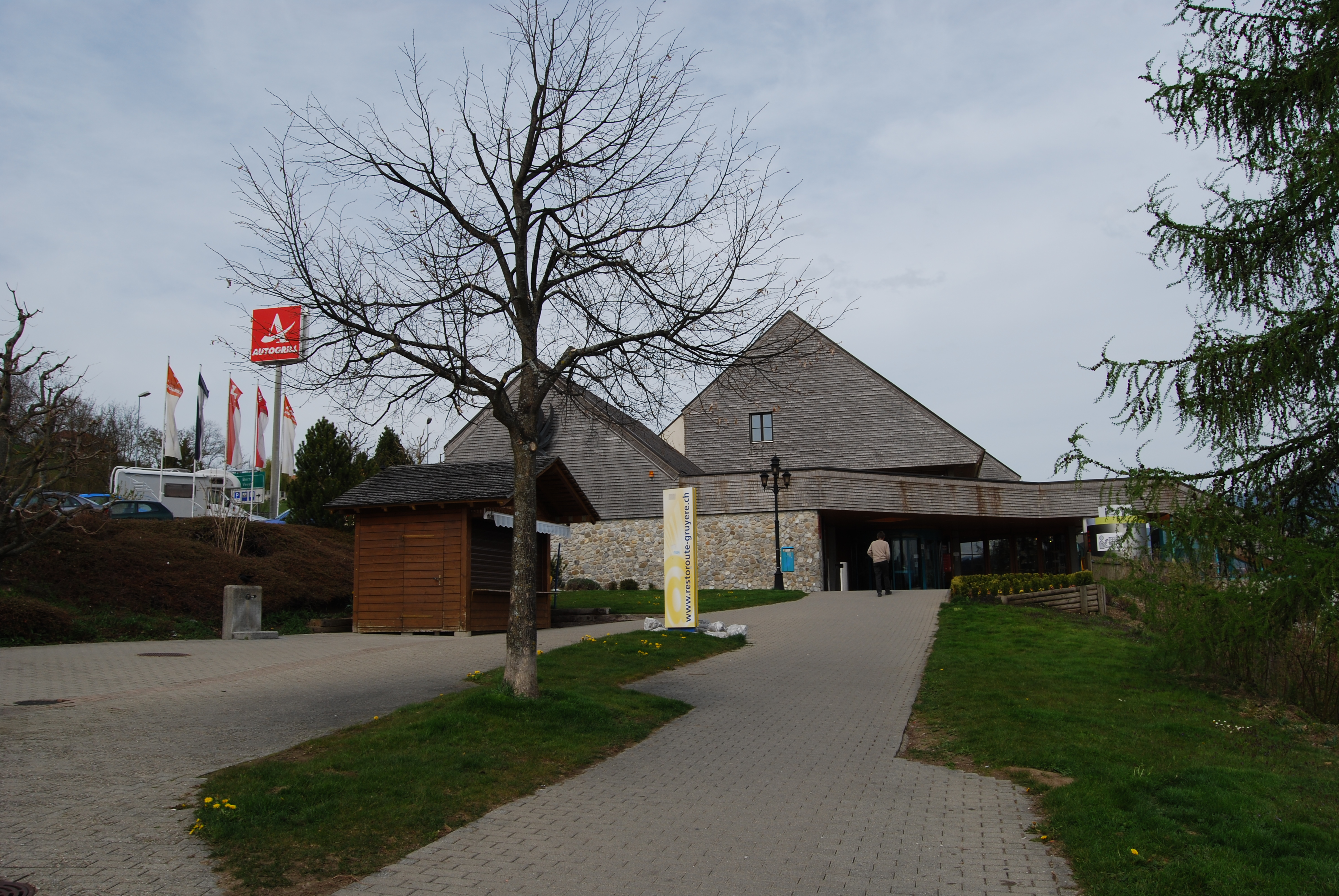
Autobahnraststätte La Gruyère
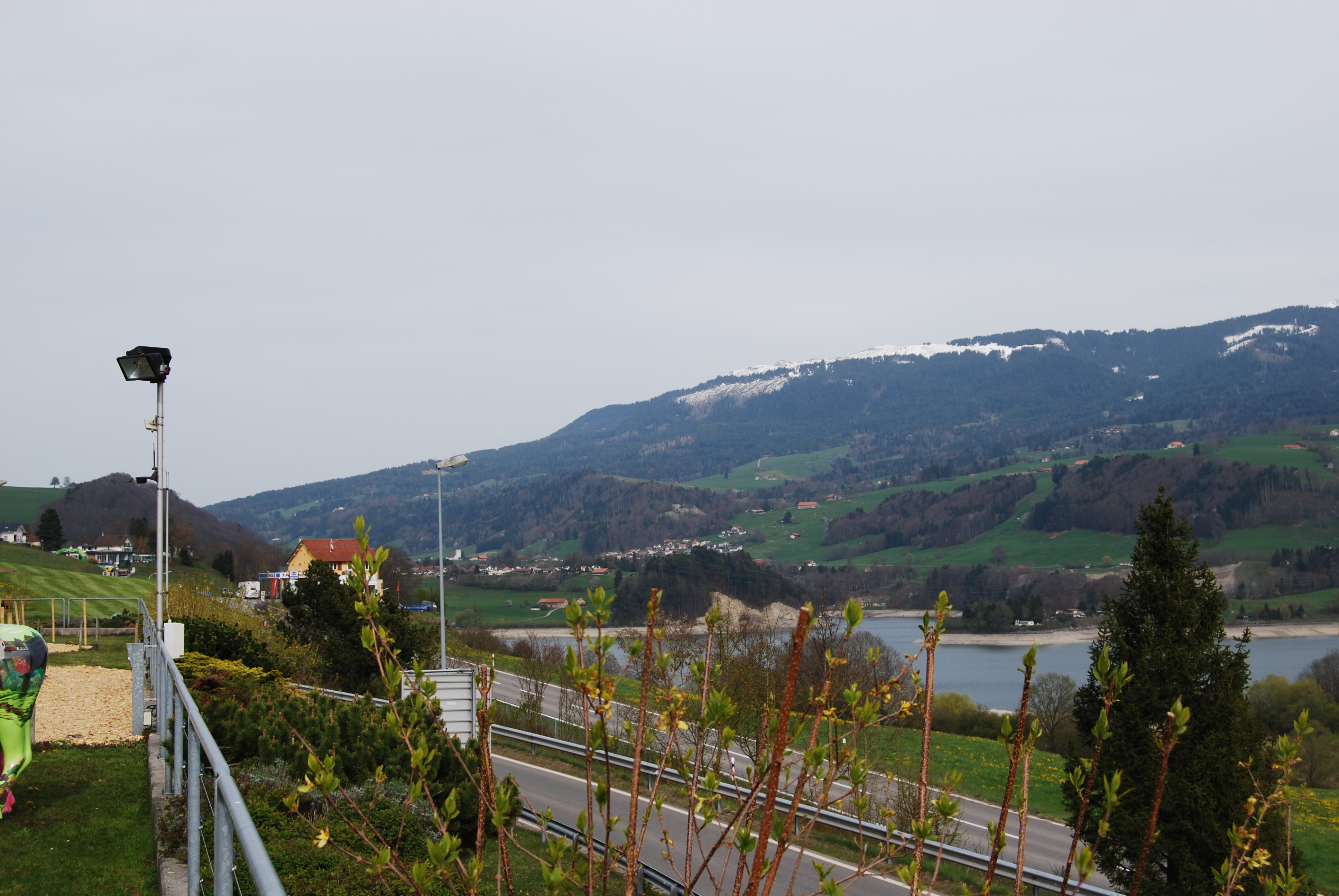
Avry-devant-Pont von der Autobahnraststätte La Gruyère aus gesehen
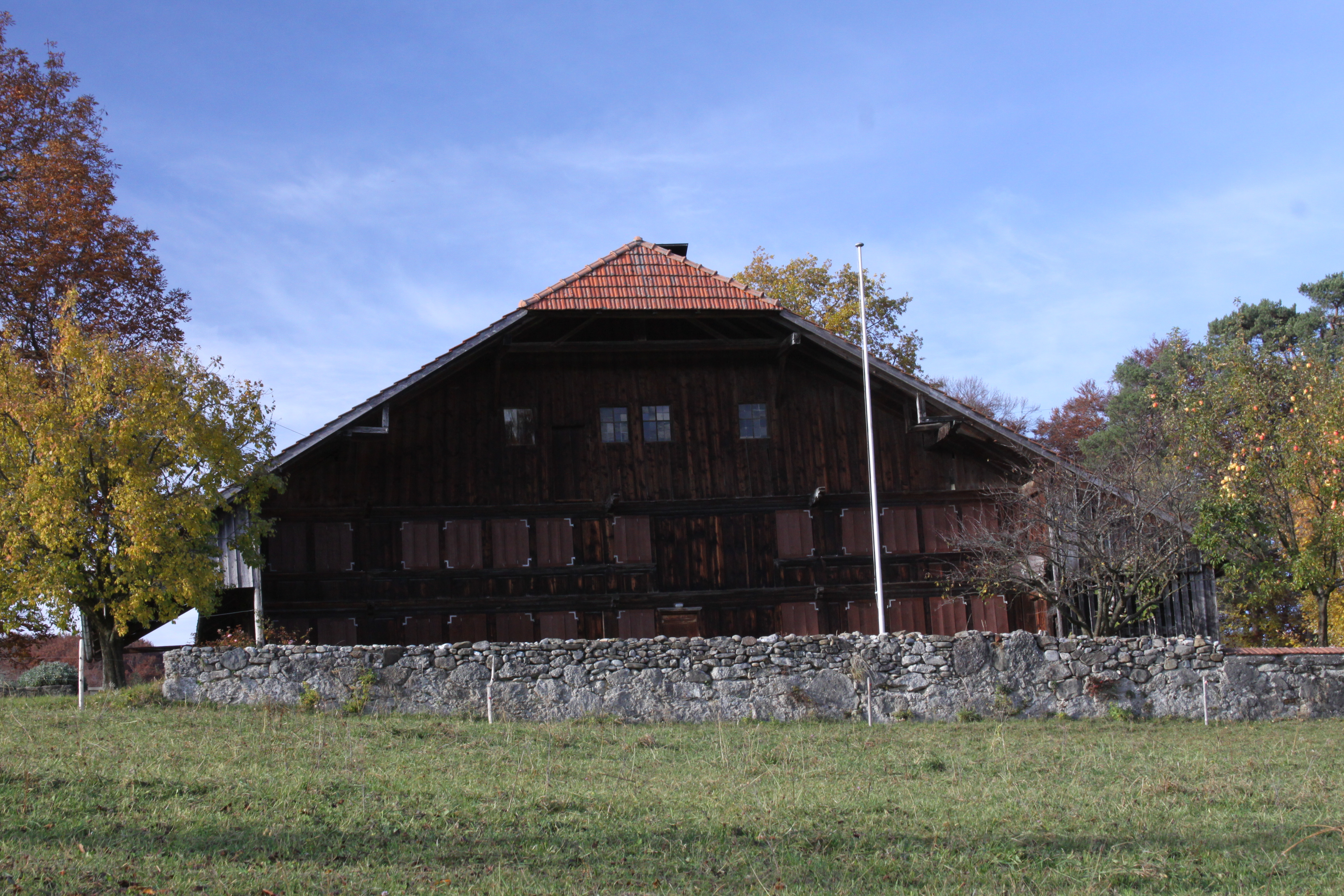
Bauernhaus Route de la Tour 35